# مريشيد
مريشيد منطقة تابعة لمدينة الفجيرة سميت بهذا الاسم نسبة إلى جبل مريشيد العظيم.
تشتهر مريشيد بمبارزت الثيران أو ما يسمى ب (انطاح الثيران) أي ضرب الرأس بالرأس وتحتوي مريشيد على جبل مريشيد والذي يقام عليه منطقة عسكرية محضور عبورها مريشيد تضم العديد من الفعاليات الصيفيه ويكثر فيها الملاعب الصغيرة للشباب تحتوي مريشيد على مدرسة ام المؤمنين الثانوية للبنات وأيضا على مدرسة روضة مريشيد للاطفال وتحتوي على مركز مريشيد الصحي.
كما يوجد فيها مطار الفجيرة الدولي، وتكثر فيها المطابخ الشعبية ومحلات الخياطة النسائية وتشتهر بالسمك الطازج والمأكولات البحرية
منطقة مريشيد جميلة جدآ واهلها طيبون وكريمون.